# Voglia di dance allnight
Voglia di dance allnight (a volte scritto anche Voglia di dance all night) è un brano musicale del gruppo italiano Eiffel 65, pubblicato nel 2004 come quinto singolo tratto dall'album Eiffel 65 e presentato dal gruppo nelle loro esibizioni per il sesto anno di fila al Festivalbar.

## Descrizione
Il brano contiene citazioni del testo di quattro canzoni storiche: Last Night a D.J. Saved My Life degli Indeep, Stayin' Alive dei Bee Gees, You Make Me Feel (Mighty Real) di Sylvester James e That's the Way (I Like It) di KC and the Sunshine Band.

## Tracce
1. Voglia di dance allnight (Radio Edit) – 3:37
2. Voglia di dance allnight (2004 Remix) – 3:55
3. Tu credi Roberto Molinaro Opera Radio Edit – 4:18
4. Tu credi (Roberto Molinaro & Maury Lobina The Complete Opera Remix – 7:29